# Diócesis de Ascoli Piceno
La diócesis de Ascoli Piceno (en latín: Dioecesis Asculana in Piceno y en italiano: Diocesi di Ascoli Piceno) es una circunscripción eclesiástica de la Iglesia católica en Italia. Se trata de una diócesis latina, sufragánea de la arquidiócesis de Fermo. Desde el 29 de octubre de 2021 su arzobispo (a título personal) es Gianpiero Palmieri.

## Territorio y organización

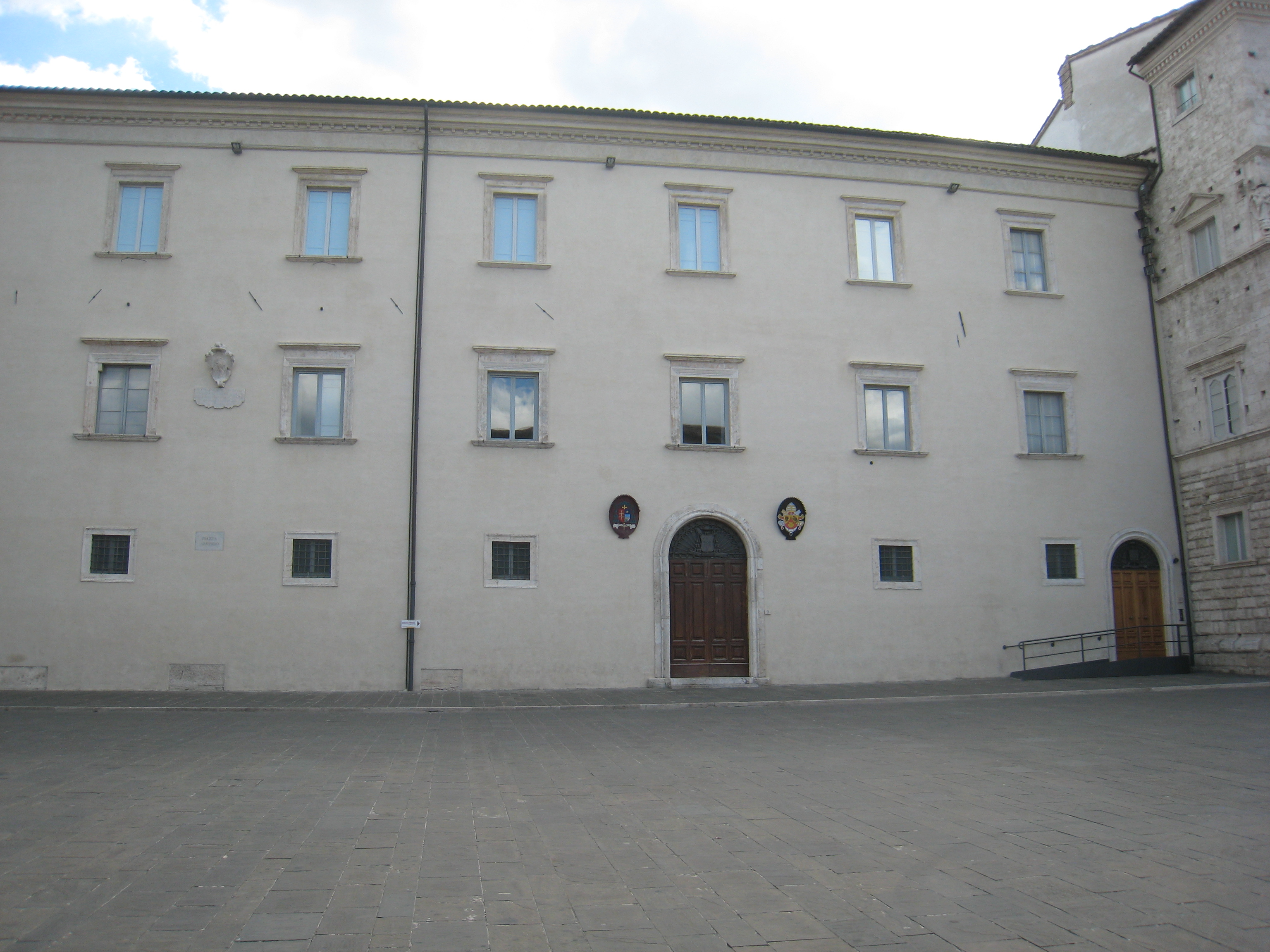
Palacio episcopal de Ascoli Piceno

La diócesis tiene 840 km² y extiende su jurisdicción sobre los fieles católicos de rito latino residentes en: 
- parte de la provincia de Ascoli Piceno en la región de Marcas, comprendiendo las comunas de: Acquasanta Terme, Appignano del Tronto, Arquata del Tronto, Ascoli Piceno, Castel di Lama, Castorano, Colli del Tronto, Folignano, Maltignano, Monsampolo del Tronto, Montegallo, Offida, Spinetoli y Venarotta; y en parte de los territorios de las comunas de Castignano, Comunanza, Force, Palmiano, Roccafluvione y Rotella.[nota 1]
- parte de la provincia de Teramo en la región de Abruzos, comprendiendo las comunas de: Ancarano y la casi totalidad de la de Valle Castellana (quedan excluidas las parroquias de las fracciones de Macchia da Sole y Leofara, que pertenecen a diócesis de Teramo-Atri).

La sede de la diócesis se encuentra en la ciudad de Ascoli Piceno, en donde se halla la Catedral basílica de Santa María y San Emigdio.
En 2022 en la diócesis existían 70 parroquias agrupadas en 6 vicariatos: Città di Ascoli, Vallata del Tronto, Offida, Marino del Tronto, Acquasanta y Ascensione-Fluvione.

## Historia
Según la tradición, la diócesis de Ascoli se remonta al siglo IV y su fundación está ligada a la vida y a la memoria del santo protoobispo Emigdio, mártir durante el imperio de Diocleciano y patrono de la diócesis. Aunque la Passio de este santo es tardía (siglos XI-XII) y plantea problemas de carácter histórico y cronológico con evidentes anacronismos, el culto hacia él precede mucho a la redacción de su biografía, atestiguada en el Piceno y en Sabina ya en el siglo VIII.
El primer obispo conocido de Asculum es Lucenzio que formó parte del grupo de prelados enviados a Constantinopla y que, como legados papales, representó al papa León I en el Concilio de Calcedonia en 451. Después de Lucenzio, las fuentes atestiguan la presencia de Felice en el concilio romano convocado por el papa Agatón en 680 para condenar la herejía monotelita.
La serie episcopal se vuelve más continua y segura a partir de la segunda mitad del siglo X. En el siglo XI, Ascoli acogió en dos ocasiones a los papas Víctor II y Urbano II; este último concedió en 1091 al capítulo de canónigos de la catedral el derecho de elegir al obispo de Ascoli, que quedó inmediatamente sujeta a la Santa Sede. El derecho de elección fue revocado, a favor de la Santa Sede en 1343.
Hacia el año 1000 los obispos de Ascoli también asumieron el poder civil y en 1150 el obispo Presbitero obtuvo el título de príncipe de Ascoli del emperador Conrado III en Núremberg.
A partir del siglo VIII los benedictinos fundaron numerosos monasterios en el territorio de la diócesis de Ascoli. Muchos de ellos obtuvieron posteriormente la exención de la jurisdicción episcopal, creando así enclaves alejados de la autoridad episcopal. En particular, varios pueblos dependían de la abadía de Farfa, entre ellos Offida, Montalto, Castignano y Cossignano. Esto, además de limitar la extensión de la diócesis de Ascoli, provocó inevitables y prolongados conflictos entre obispos y abades. Durante el siglo XIII también llegaron a la diócesis los franciscanos, dominicos y agustinos.
El 15 de enero de 1458 el beato Domenico da Leonessa fundó en Ascoli el primer Monte de piedad de la historia.
En el Concilio de Trento participaron tres obispos de Ascoli, Filos Roverella, Lattanzio Roverella y Pietro Camaiani. Camaiani (1566-1579) fue el primero que se comprometió activamente en la aplicación de los decretos de reforma tridentina: convocó una visita pastoral a la diócesis (1567), organizó un sínodo diocesano (1568) y fundó el seminario episcopal (1571).
En 1571 y 1586 la diócesis cedió partes de su territorio, incluida la jurisdicción sobre la abadía de Santa María en Montesanto, en para la erección de las diócesis de Ripatransone (por el papa Pío V el 1 de agosto de 1571 mediante la bula Illius fulciti) y Montalto (por el papa Sixto V el 24 de noviembre de 1586 mediante la bula Super universas). Al mismo tiempo, el territorio de Offida, quitado a los abades de Farfa, volvió a estar bajo la jurisdicción inmediata del obispo.
Durante el episcopado de Sigismondo Donati, en 1614 el papa Paulo V concedió a los canónigos de la catedral de Ascoli la facultad de liberar a un prisionero en la fiesta de san Emigdio, siempre que no fuera culpable de actos muy graves, como la herejía, lesa majestad, la falsificación de monedas y el asesinato.
Entre los obispos posteriores de Ascoli se recuerda a Giovanni Andrea Archetti, que prefirió el exilio antes que firmar el juramento al gobierno republicano francés; Carlo Belgrado, que en 1857 acogió la visita del papa Pío IX a Ascoli; y Ambrogio Squintani, que logró obtener de los alemanes y de las fuerzas aliadas, durante la Segunda Guerra Mundial, que Ascoli fuera declarada "ciudad abierta", salvándola así de desastrosos bombardeos.
El 28 de abril de 1961, con la carta apostólica Ex quo, el papa Juan XXIII declaró a Nuestra Señora de las Gracias y a san Emigdio patrones de la diócesis.
El 25 de octubre de 1965 la diócesis de Ascoli cedió el territorio de Amatrice y Accumoli a la diócesis de Rieti mediante el decreto Excellentissimus de la Congregación Consistorial. Además, el 17 de noviembre del mismo año adquirió a la diócesis de Teramo la comuna de Monsampolo del Tronto, entregándole a cambio las parroquias de Macchia da Sole y Leofara, fracciones de la comuna de Valle Castellana, mediante el decreto Quo facilius de la Congregación Consistorial.
El 11 de marzo de 2000 la diócesis perdió su independencia centenaria y pasó a formar parte de la provincia eclesiástica de la arquidiócesis de Fermo.
El 4 de octubre de 2016, la diócesis, afectada por los terremotos de ese año, recibió la visita pastoral del papa Francisco.
Desde el 2 de mayo de 2024 está unida in persona episcopi a la diócesis de San Benedetto del Tronto-Ripatransone-Montalto.

## Estadísticas
Según el Anuario Pontificio 2023 la diócesis tenía a fines de 2022 un total de 102 730 fieles bautizados.
| Año                                                                             | Población            | Población | Población      | Sacerdotes | Sacerdotes    | Sacerdotes    | Bautizados por sacerdote | Diáconos permanentes | Religiosos | Religiosos | Parroquias |
| Año                                                                             | Bautizados católicos | Total     | % de católicos | Total      | Clero secular | Clero regular | Bautizados por sacerdote | Diáconos permanentes | Varones    | Mujeres    | Parroquias |
| ------------------------------------------------------------------------------- | -------------------- | --------- | -------------- | ---------- | ------------- | ------------- | ------------------------ | -------------------- | ---------- | ---------- | ---------- |
| 1905                                                                            | ?                    | 120 210   | ?              | 221        | 206           | 15            | ?                        |                      | ?          | 126        | 167        |
| 1950                                                                            | 139 000              | 140 000   | 99.3           | 228        | 181           | 47            | 609                      |                      | 19         | 320        | 170        |
| 1959                                                                            | 124 000              | 124 000   | 100.0          | 221        | 177           | 44            | 561                      |                      | 43         | 330        | 172        |
| 1970                                                                            | 103                  | 103 233   | 99.9           | 192        | 153           | 39            | 536                      |                      | 43         | 250        | 146        |
| 1980                                                                            | 103 000              | 105 340   | 97.8           | 167        | 133           | 34            | 616                      |                      | 37         | 214        | 148        |
| 1990                                                                            | 103 000              | 104 814   | 98.3           | 145        | 109           | 36            | 710                      |                      | 37         | 174        | 70         |
| 1999                                                                            | 106 772              | 106 896   | 99.9           | 127        | 99            | 28            | 840                      |                      | 30         | 146        | 70         |
| 2000                                                                            | 106 777              | 106 952   | 99.8           | 125        | 98            | 27            | 854                      | 1                    | 29         | 144        | 70         |
| 2001                                                                            | 106 960              | 107 156   | 99.8           | 121        | 97            | 24            | 883                      | 3                    | 25         | 145        | 70         |
| 2002                                                                            | 107 116              | 107 376   | 99.8           | 122        | 96            | 26            | 878                      | 4                    | 28         | 143        | 70         |
| 2003                                                                            | 107 160              | 107 434   | 99.7           | 122        | 97            | 25            | 878                      | 5                    | 27         | 146        | 70         |
| 2004                                                                            | 107 196              | 107 486   | 99.7           | 116        | 92            | 24            | 924                      | 5                    | 26         | 144        | 70         |
| 2006                                                                            | 107 096              | 107 433   | 99.7           | 114        | 90            | 24            | 939                      | 4                    | 26         | 138        | 70         |
| 2012                                                                            | 106 512              | 107 503   | 99.1           | 111        | 84            | 27            | 959                      | 7                    | 29         | 122        | 70         |
| 2015                                                                            | 106 352              | 107 627   | 98.8           | 99         | 72            | 27            | 1074                     | 7                    | 29         | 120        | 70         |
| 2018                                                                            | 105 063              | 106 723   | 98.4           | 94         | 68            | 26            | 1117                     | 10                   | 27         | 117        | 70         |
| 2020                                                                            | 103 384              | 105 095   | 98.4           | 102        | 77            | 25            | 1013                     | 12                   | 27         | 97         | 70         |
| 2022                                                                            | 102 730              | 104 410   | 98.4           | 91         | 67            | 24            | 1128                     | 13                   | 24         | 90         | 70         |
| Fuente: Catholic-Hierarchy, que a su vez toma los datos del Anuario Pontificio. |                      |           |                |            |               |               |                          |                      |            |            |            |

## Episcopologio
- San Emigdio † (inicio del siglo IV)
- Claudio? † (mencionado en 359)[nota 4]
- Lucenzio † (antes de 451-después de 452)[8]
- Quinziano? † (mencionado en 483?)[nota 5]
- Epifanio? † (mencionado en 536)[nota 6]
- Felice † (mencionado en 680)
- Oderisio (Auderis) † (mencionado en 777)[9]
- Giustolfo (Justolfo) † (antes de 781[nota 7]-después de 798/799)
- Picco (Ricco?) † (mencionado en 844)[10]
- Teuderado † (mencionado en 853)[10]
- Arpaldo † (mencionado en 879)[nota 8]
- Giovanni I † (mencionado en 887)
- Maurizio † (mencionado en 897)
- Cliel. (Guglielmo?) † (mencionado en 900 circa)
- Filero † (mencionado en 925)
- Alperino (o Elperino) † (antes de 942 circa-después de 968)
- Adamo † (después de 985-después de junio de 996)[11]
- Ugone † (mencionado en febrero de 998)[11]
- Emmone † (antes de 1003 circa-después de 1035)[nota 9]
- Bernardo I † (mencionado en 1037)[nota 10]
- Bernardo II † (antes de julio de 1045-después de enero de 1069 falleció)[12]
- Stefano † (mencionado en septiembre de 1069)[11]
- Giovanni II † (antes de octubre de 1071-después de 1090)[nota 11]
- Alberico † (antes de 1098-después de 1125)[11]
- Presbitero † (antes de 1131-después de 1165)
- Trasmondo † (antes de 1177-después de octubre de 1179)
- Gisone † (mencionado en 1181)
- Rinaldo I † (antes de 1185-después de 1198)[nota 12]
- Rinaldo II † (mencionado en junio de 1208)
- Pietro I † (antes de noviembre de 1209-1222 falleció)
- Altegruno † (mencionado el 31 de mayo de 1222)
- Nicolò I † (8 de febrero de 1224[13]-después de 1226)
- Pietro II † (1228-?)
- Marcellino Albergotti Beltrami † (1230-16 de agosto de 1236 nombrado obispo de Arezzo)
- Matteo † (mencionado en agosto de 1238)
- Teodorino o Teodino † (antes de abril de 1240-1259 falleció)
- Rinaldo III, O.S.B. † (12 de febrero de 1259-circa 1285 falleció)
- Buongiovanni, O.F.M. † (13 de diciembre de 1285-después de 1304 falleció)
- Boninsegna † (9 de mayo de 1312-? falleció)
- Rinaldo IV † (26 de mayo[13] de 1317-1343 falleció)
- Isacco Bindi, O.S.B. † (21 de abril de 1344-10 de mayo de 1353 nombrado obispo de L'Aquila)
- Paolo Rainaldi † (10 de mayo de 1353-15 de enero de 1356 nombrado obispo de L'Aquila)
- Isacco Bindi, O.S.B. † (15 de enero de 1356-7 de julio de 1358 falleció) (por segunda vez)
- Enrico da Sessa † (12 de octubre de 1358-19 de diciembre de 1362 nombrado obispo de Brescia)
- Vitale da Bologna, O.S.M. † (19 de diciembre de 1362-21 de julio de 1363 nombrado obispo de Chieti)
- Agapito Colonna † (21 de julio de 1363-22 de octubre de 1369 nombrado obispo de Brescia)
- Giovanni Acquaviva † (22 de octubre de 1369-20 de diciembre de 1374 nombrado arzobispo de Amalfi)
- Pietro Torricella † (20 de diciembre de 1374-1385 falleció)
- Antonio Arcioni † (6 de febrero de 1387-10 de octubre de 1390 nombrado obispo de Arezzo)
- Tommaso Pierleoni † (10 de octubre de 1390-12 de julio de 1391 nombrado obispo de Iesi)
- Pietro IV † (1391-después de septiembre de 1396)
- Benedetto Pasquarelli, O.E.S.A. † (6 de abril de 1397-23 de octubre de 1399 nombrado obispo de Castellaneta)[14]
- Antonio Arcioni † (1399-12 de junio de 1405 renunció) (por segunda vez)
- Marco Leonardo Fisici † (12 de junio de 1405-22 de enero de 1406 nombrado obispo de Fermo)
- Giovanni de Fermo † (22 de enero de 1406-20 de junio de 1412 nombrado antiobispo de Fermo)
- Nardino Dalmonte (Vanni) † (1412-1419 falleció)
- Pietro Ferretti (Liberotti) † (11 de septiembre de 1419[nota 13]-1422 falleció)
- Paolo Alberti, O.F.M. † (19 de octubre de 1422-circa 1438 falleció)
- Pietro Sforza, O.F.M. † (20 de junio de 1438-1442 falleció)
- Valentino da Narni † (28 de enero de 1442-1447 falleció)
- Angelo Capranica † (5 de mayo de 1447-25 de septiembre de 1450 nombrado obispo de Rieti)
- Francesco Monaldeschi † (25 de septiembre de 1450-1461 falleció)
- Pietro Della Valle † (24 de abril de 1461-12 de noviembre de 1463 falleció)
- Prospero Caffarelli † (11 de diciembre de 1463-14 de febrero de 1500 falleció)
  - Giuliano Cesarini † (14 de febrero de 1500-1 de mayo de 1510 falleció) (administrador apostólico)
- Lorenzo Fieschi † (24 de mayo de 1510-15 de octubre de 1512 nombrado obispo de Mondovì)
- Girolamo Ghinucci † (16 de octubre de 1512-30 de julio de 1518 renunció)
  - Giulio Medici † (30 de julio de 1518-3 de septiembre de 1518 renunció, luego electo papa con el nombre de Clemente VII) (administrador apostólico)
- Filiasio Roverella † (3 de septiembre de 1518-1552 falleció)
- Lattanzio Roverella † (26 de septiembre de 1552-1566 falleció)
- Pietro Camaiani † (7 de octubre de 1566-27 de julio de 1579 falleció)
- Nicolò Aragona † (3 de agosto de 1579-julio de 1586 falleció)
- Girolamo Bernerio, O.P. † (22 de agosto de 1586-7 de enero de 1605 renunció)
- Sigismondo Donati † (7 de enero de 1605-19 de noviembre de 1641 falleció)
- Giulio Gabrielli † (10 de febrero de 1642-30 de enero de 1668 nombrado cardenal obispo de Sabina)
  - Giulio Gabrielli † (30 de enero de 1668-12 de marzo de 1668 renunció) (administrador apostólico)
- Filippo Monti † (2 de junio de 1670-24 de diciembre de 1680 falleció)
  - Sede vacante (1680-1685)
- Giuseppe Fadulfi † (15 de enero de 1685-6 de febrero de 1699 falleció)
- Giovanni Giuseppe Bonaventura † (5 de octubre de 1699-diciembre de 1709 falleció)
- Giovanni Gambi † (10 de marzo de 1710-mayo de 1726 falleció)
- Gregorio Lauri † (31 de julio de 1726-3 de marzo de 1728 renunció)
- Tomaso Marana, O.S.B.Oliv. † (8 de marzo de 1728-7 de febrero de 1755 falleció)
- Pietro Paolo Leonardi † (17 de marzo de 1755-21 o 23 de junio de 1792 falleció)
  - Sede vacante (1792-1795)
- Giovanni Andrea Archetti † (1 de junio de 1795-2 de abril de 1800 nombrado cardenal obispo de Sabina)
  - Giovanni Andrea Archetti † (2 de abril de 1800-5 de noviembre de 1805 falleció) (administrador apostólico)
- Giovanni Francesco Capelletti † (26 de agosto de 1806-9 de diciembre de 1831 falleció)
- Gregorio Zelli, O.S.B. † (2 de julio de 1832-28 de febrero de 1855 falleció)
- Carlo Belgrado † (28 de septiembre de 1855-25 de enero de 1860 renunció[nota 14])
- Elia Antonio Alberani, O.C.D. † (23 de marzo de 1860-8 de mayo de 1876 falleció)
- Amilcare Malagola † (26 de junio de 1876-21 de septiembre de 1877 nombrado arzobispo de Fermo)
- Bartolomeo Ortolani † (21 de septiembre de 1877-7 de mayo de 1910 falleció)[nota 15]
- Apollonio Maggio † (13 de mayo de 1910-22 de octubre de 1927 falleció)
- Ludovico Cattaneo † (6 de julio de 1928-10 de julio de 1936 falleció)
- Ambrogio Squintani † (21 de septiembre de 1936-17 de diciembre de 1956 renunció[nota 16])
- Marcello Morgante † (16 de febrero de 1957-13 de abril de 1991 retirado)
- Pier Luigi Mazzoni † (13 de abril de 1991-12 de febrero de 1997 nombrado arzobispo de Gaeta)
- Silvano Montevecchi † (30 de agosto de 1997-27 de septiembre de 2013 falleció)[nota 17]
- Giovanni D'Ercole, F.D.P. (12 de abril de 2014-29 de octubre de 2020 renunció)[nota 18]
- Gianpiero Palmieri, desde el 29 de octubre de 2021